# Mandres-la-Côte
 Mandres-la-Côte  es una población y comuna francesa, en la región de Champaña-Ardenas, departamento de Alto Marne, en el distrito de Chaumont y cantón de Nogent.

## Demografía
| 498 | 472 | 420 | 402 | 392 | 418 |
| Para los censos de 1962 a 1999 la población legal corresponde a la población sin duplicidades (Fuente: INSEE [Consultar]) |     |     |     |     |     |